# 雪园蛛
雪园蛛（学名：Araneus basalteus）为园蛛科园蛛属的动物。在中国大陆，分布于四川等地。该物种的模式产地在四川。